# 禅海

青の洞門付近にある禅海の像

禅海（ぜんかい、元禄4年（1691年） - 安永3年（1774年））は、江戸時代中期の曹洞宗の僧。越後国高田藩士の子。本名は福原市九郎。生年については貞享4年（1687年）説もある。

## 生涯
詳しくは真如庵禅海といい、江戸浅草の住人、祖先は越後高田の福原氏であるといい、もと籍を曹洞宗に置く六十六部であった。
両親が亡くなった事から世の無常を感じて出家し、諸国を行脚、正徳5年（1715年）に得度して禅海と称した。豊前国（今の大分県）耶馬渓の青の洞門を開削したものとして知られる。
回国の途中、豊後国羅漢寺を参詣した時、川沿いの断崖にかけられた桟橋、青野渡が危険で、人馬のしばしば覆没することを知り、これを哀れみ、鑿道の誓願を発し、陸道の掘削を思いついた。1730年（享保15年）頃、豊前国中津藩主の許可を得て掘削を始めたが、その後周辺の村民や九州諸藩の領主の援助を得て30年余りの歳月をかけて、1763年（宝暦13年）に完成させた。高さ2丈、径3丈、長さ308歩。
開通後、通行人から通行料を徴収したという話が伝わっており、この洞門は日本最古の有料道路とも言われている。

## 恩讐の彼方に
菊池寛の小説『恩讐の彼方に』の主人公「了海」（俗名・市九郎）のモデルとなった。作中では主である旗本中川三郎兵衛を殺害してその妾と出奔、木曽鳥居峠で茶屋経営の裏で強盗を働いていたが、己の罪業を感じて出家、主殺しの罪滅ぼしのために青の洞門の開削を始め、後に仇とつけ狙った三郎兵衛の息子と共に鑿ったものとされるが、主殺しなどのエピソードは菊池の創作である。